# ヒョンデ・パリセード
パリセード（Palisade、팰리세이드(ペッリセイド)）は、韓国のヒョンデ自動車が製造・販売する大型クロスオーバーSUVである。

## 概要
マックスクルーズの後継車種として、サンタフェとは別に新規開発された。
2018年11月28日、ロサンゼルスオートショーにてワールドプレミア。
近年のヒュンダイのデザインアイコンである「カスケードグリル」と近年の同社SUVのアイデンティティである「コンポジットランプ」を融合させたフロント回りを採用し、ホンダ・パイロットやフォルクスワーゲン・アトラス、スバル・アセント、フォード・エクスプローラー、マツダ・CX-9、トヨタ・クルーガー、シボレー・トラバース、日産・パスファインダー等といった大型3列シートSUVに対抗するため、マックスクルーズよりも一回り大きいボディサイズとすべくプラットフォームを新規開発している。
兄弟車は、キア・テルライドである。

## 初代 (2018年 - ) LX2型
2018年12月11日、韓国国内にて発売。プラットフォームは起亜と共同で新規開発した新型プラットフォームを採用。
北米仕様はDRL（昼間点灯）が上段と下段に分かれた特徴的なフロントマスクを持つが、韓国仕様は韓国の規定により、上段DRLと下段DRLの間を継ぐようにその間に小さなランプが存在しており、3体式LEDランプを採用している。ヒュンダイのファミリールックである六角形状の"カスケーディンググリル"が採用されている。垂直形状のテールランプが採用され、その横にはLEDランプを組み込んだクローム装飾を配置。
内装も近年のヒュンダイ各車と共通する水平型レイアウトを採用。中央には10.25インチサイズの大型のタッチスクリーンが位置しており、ダッシュボードにはウッドグレーンと人工皮革を使用している。ヒュンダイSUVラインナップが掲げる"ブリッジタイプセンターコンソール"が採用され、ボタン式変速機の搭載により室内空間に広さを演出している。また9.7インチのHUDも選択できる。
韓国市場では202psの2.2L・直列4気筒ディーゼルと295psの3.8L・V型6気筒GDiの2種が用意され、いずれにもボタン式8速ATが組み合わされる。
韓国市場での価格は、ディーゼル車が3,622万ウォン（約333万円）、ガソリン車が3,475万ウォン（約320万円）から。 販売は韓国市場及び北米市場で好調な滑り出しを見せており、韓国国内ではバックオーダーを抱えるほどの人気を見せている。

## 販売台数
| 暦年 | 米国   | 韓国   | インドネシア |
| ---- | ------ | ------ | ------------ |
| 2019 | 28,736 | 52,299 |              |
| 2020 | 82,661 | 64,791 |              |
| 2021 | 86,539 | 52,338 | 1,442        |

## 車名の由来
アメリカカリフォルニア州南部のビーチ「パシフィック・パリセーズ」に由来する。